# Kilometerstand
De kilometerstand geeft de gereden afstand van een voertuig aan. Bij auto's geeft de hodometer (kilometer- of mijlenteller) deze stand weer.
De kilometerstand geeft aan hoeveel een voertuig is gebruikt, en geeft daarom aan hoeveel dat voertuig aan slijtage onderhevig is. Daarom is de kilometerstand van belang bij de verkoop van een tweedehands voertuig, een hogere kilometerstand betekent een lagere marktwaarde. Ook zijn er bepaalde auto-onderdelen die bij een bepaalde kilometerstand vervangen dienen te worden. Garages geven doorgaans het advies om bij een bepaalde kilometerstand weer terug te komen voor periodiek onderhoud.
Gezien het feit dat de kilometerstand van groot belang is voor de waarde van een auto, vindt er regelmatig fraude plaats op dit gebied. Na de koop van een auto wordt de kilometerstand teruggedraaid, waardoor de auto vervolgens duurder kan worden aangeboden.
In Nederland registreert de RDW de kilometerstanden van voertuigen om fraude met de kilometerstand bij verkoop van het voertuig te voorkomen. Tot 1 januari 2014 deed de stichting Nationale Autopas dit. In België is dit een Car-Pass om fraude bij kilometerstand te voorkomen.